# پارک ملی ملکه الیزابت
پارک ملی ملکه الیزابت (انگلیسی: Queen Elizabeth National Park) یک پارک ملی در کشور اوگاندا است.
این پارک که در منطقه غربی، اوگاندا قرار دارد در سال ۱۹۵۲ تأسیس شده و دارای ۱٬۹۷۸ کیلومتر مربع وسعت دارد. از مهم‌ترین حیوانات این پارک می‌توان به گاومیش آفریقایی، اسب آبی، تمساح نیل، فیل بیشه آفریقایی، پلنگ آفریقایی، شیر کنگو و شامپانزه اشاره کرد.

## نگارخانه

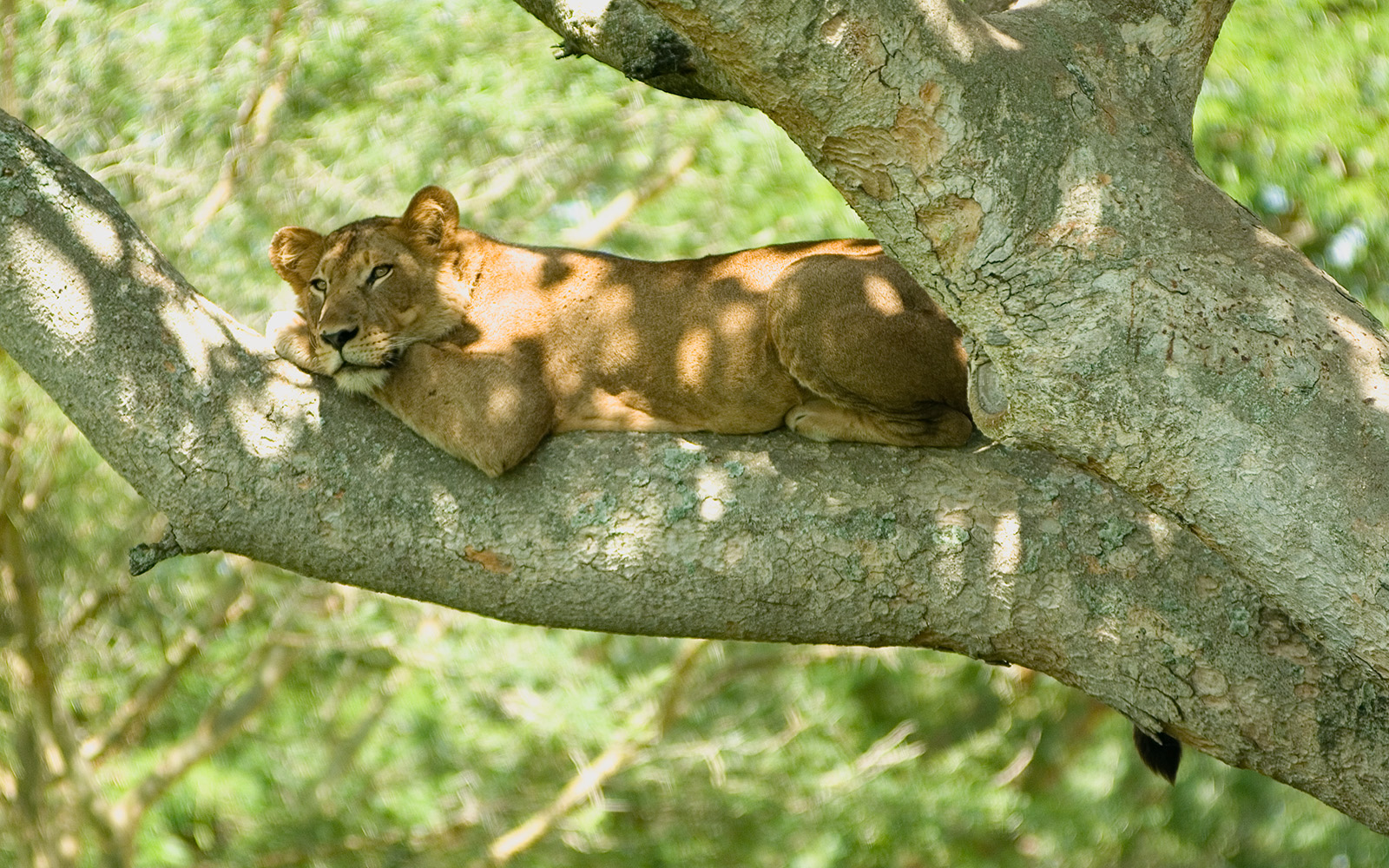
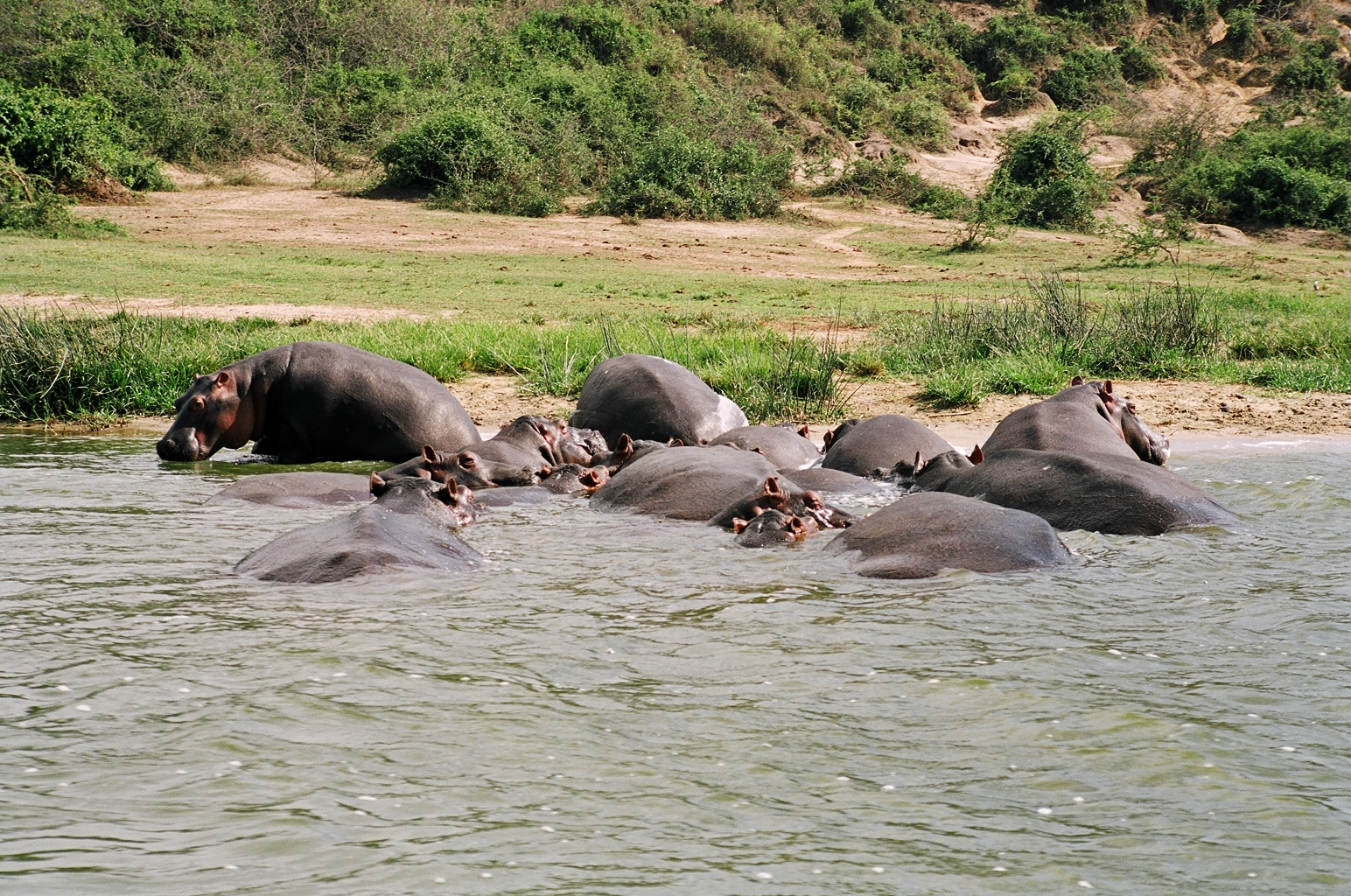
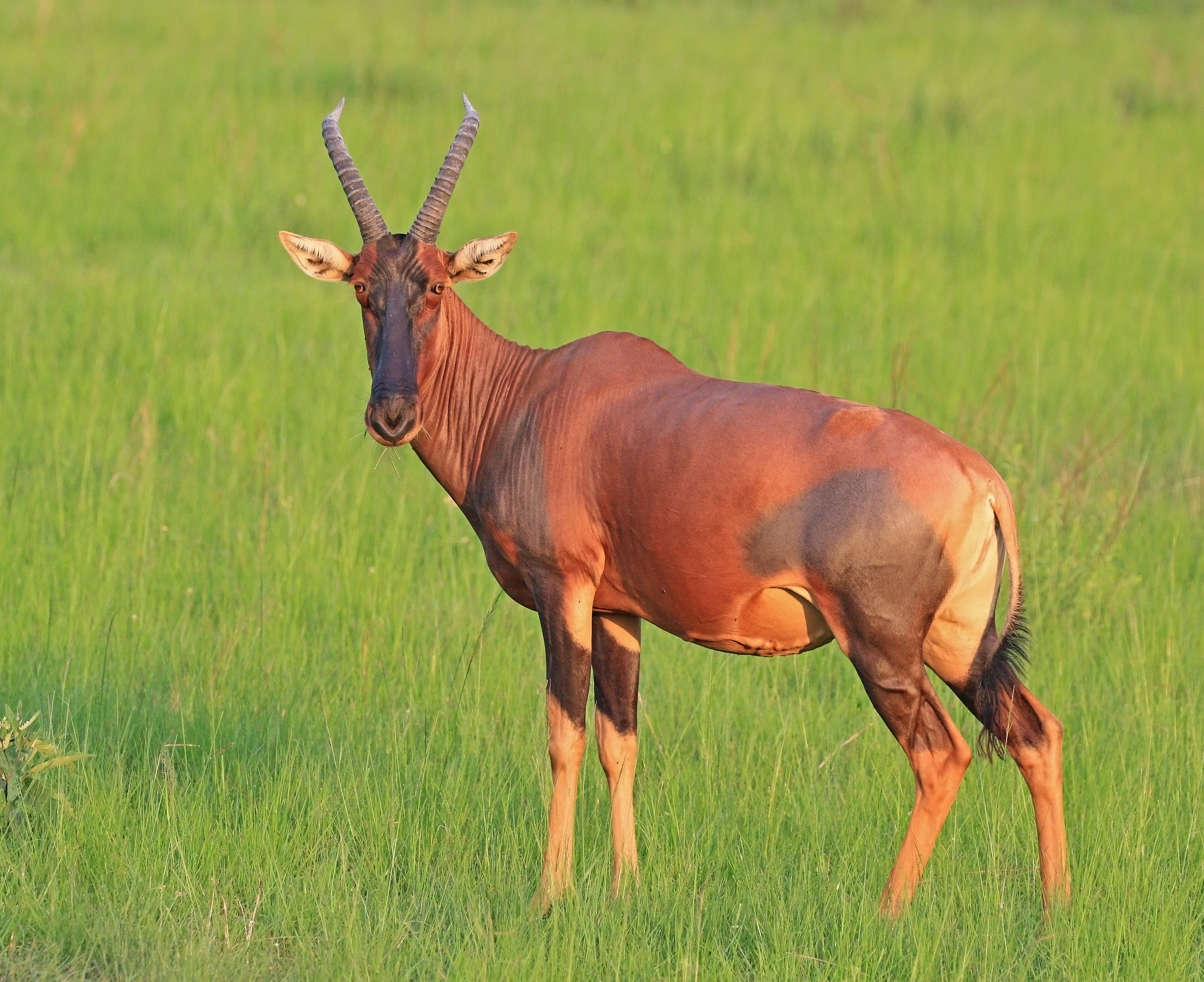
نگاره‌ای از یک شاخ‌چنگی ماده در پارک ملی ملکه الیزابت
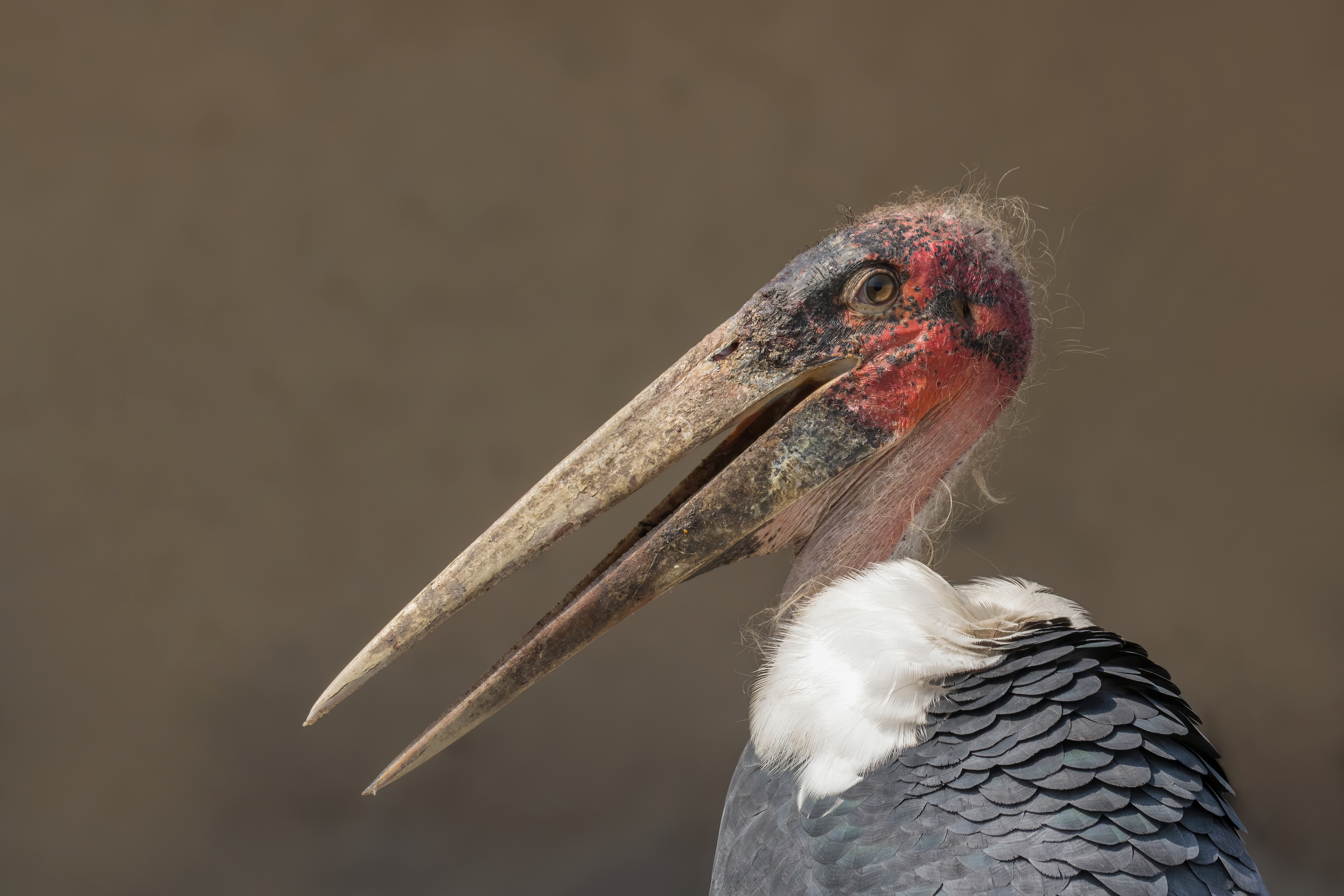
نگاره‌ای از یک لک‌لک مردارخوار در پارک ملی ملکه الیزابت